# Evaun
Evaus (en francès Évaux-les-Bains) és un municipi francès situat al departament de la Cruesa i a la regió de la Nova Aquitània.

## Demografia
| 1962                                       | 1968  | 1975  | 1982  | 1990  | 1999  | 2007  |
| ------------------------------------------ | ----- | ----- | ----- | ----- | ----- | ----- |
| 1.771                                      | 1.822 | 1.727 | 1.810 | 1.716 | 1.545 | 1.546 |
| Des de 1962: població sense dobles comptes |       |       |       |       |       |       |

## Administració
| Període   | Identitat       | Partit |
| --------- | --------------- | ------ |
| 1965-2001 | Serge Cléret    | PS     |
| 2001-2008 | Gérard Bonhomme |        |
| 2008-     | Bernard Campos  |        |